# Динамо (футбольный клуб, Днепропетровск)
«Дина́мо» (укр. «Динамо») — советский футбольный клуб из Днепропетровска.

## История
Клуб основан в 1925 году с появлением Добровольного спортивного общества «Динамо» в Днепропетровске под наименованием «Губмилиция». С 1929 года клуб переименован в «Динамо». Команда участвовала в региональных и республиканских первенствах. В 1935 году стала призёром чемпионата города. В 1935 году команда Днепропетровска стала чемпионом республики, основу которой составляли игроки «Динамо». «Динамо» одна из первых команд, представивших Днепропетровскую область в чемпионате СССР. Участник чемпионата СССР в 1936 (весна), 1936 (осень), 1937 и 1946 году. В 1947 году клуб объединился с командой «Сталь» (Днепропетровск), в то же время команда «Динамо» продолжила выступления в чемпионате и Кубке Украинской ССР до 1952 года.

## Названия
- с 1925 по 1928 год — «Губмилиция».
- с 1929 года — «Динамо».

## Достижения
- Чемпион УССР (1935).
- Бронзовый призер чемпионата УССР (1932).
- Обладатель Кубка УССР (1940).
- В первой лиге — 7 место (весна 1936 год группа «Б»).
- В кубке СССР — поражение в 1/16 финала (1937).

## Известные игроки
- Гребер, Владимир Мартынович.
- Корнилов, Павел Денисович.
- Лайко, Пётр Гаврилович.
- Ступаков, Пётр Алексеевич.
- Шиловский, Виктор Константинович.